# Ernest Vajda
Pour les articles homonymes, voir Vajda.
Ernest Vajda (né le 27 mai 1886 à Komárno en Autriche-Hongrie, aujourd'hui en Slovaquie, sous le nom Ernő Vajda) est un acteur hongrois, surtout connu en tant que scénariste. Il est venu dans le monde du cinéma après avoir écrit des nouvelles sous le nom de plume de Sidney Garrick. Il meurt le 3 avril 1954 à Los Angeles.

## Filmographie partielle
- 1922 : Samson und Delila d'Alexander Korda
- 1922 : Herren der Meere d'Alexander Korda
- 1923 : Das unbekannte Morgen d'Alexander Korda
- 1924 : Hôtel Potemkine de Max Neufeld
- 1924 : Jedermanns Frau d'Alexander Korda
- 1926 : Masques d'artistes (You Never Know Women) de William A. Wellman (scénario)
- 1926 : The Crown of Lies de Dimitri Buchowetzki (scénario)
- 1927 : Sérénade (Serenade) de Harry d'Abbadie d'Arrast
- 1928 : Manhattan Cocktail  de Dorothy Arzner (scénario)
- 1928 : A Night of Mystery de Lothar Mendes
- 1928 : Sa vie privée (His Private Life) de Frank Tutlle
- 1928 : Le Figurant de la Gaîté (His Tiger Wife) de Hobart Henley
- 1929 : Parade d'amour (The Love Parade) d'Ernst Lubitsch
- 1929 : La Chanson de Paris (Innocents of Paris) de Richard Wallace
- 1930 : Monte Carlo d'Ernst Lubitsch (coscénariste)
- 1931 : Le Lieutenant souriant (The Smiling Lieutenant) d'Ernst Lubitsch
- 1931 : The Guardsman de Sidney Franklin
- 1931 : Le Fils du radjah  de Jacques Feyder (coscénariste)
- 1931 : Cette nuit ou jamais (Tonight or Never) de Mervyn LeRoy
- 1932 : Monsieur Albert de Karl Anton (scénario)
- 1932 : Payment Deferred de Lothar Mendes
- 1932 : L'Homme que j'ai tué (Broken Lullaby) d'Ernst Lubitsch
- 1932 : Chagrin d'amour (Smilin' Through), de Sidney Franklin
- 1934 : Miss Barrett (The Barretts of Wimpole Street), de Sidney Franklin
- 1934 : La Veuve Joyeuse (The Merry Widow) d'Ernst Lubitsch (coscénariste)
- 1936 : La Rebelle (A Woman Rebels) de Mark Sandrich (scénario)
- 1937 : Valet de cœur (Personal Property) de W. S. Van Dyke (coscénariste)
- 1937 : Le Grand Garrick (The Great Garrick) de James Whale (scénario d'après sa pièce Ladies and Gentlemen)
- 1938 : Coup de théâtre (Dramatic School) de Robert B. Sinclair
- 1938 : Marie-Antoinette de W. S. Van Dyke
- 1940 : Et l'amour vint... de Alexander Hall
- 1941 : Chagrins d'amour (Smilin' Through) de Frank Borzage (scénario, non crédité)
- 1952 : La Parade de la gloire (Stars and Stripes Forever) de Henry Koster (histoire)